# Piero Esteriore
Piero Esteriore (né le 23 septembre 1977 à Laufon) est un chanteur suisse.

## Biographie
D'origine sicilienne, Piero Esteriore grandit à Aesch et apprend à jouer de la batterie quand il a six ans. Il commence un apprentissage en coiffure. Parallèlement à sa scolarité et à son apprentissage, il entame une carrière de musicien.
Esteriore est candidat de la neuvième saison allemande de Big Brother à Cologne le 16 mars 2009, mais part volontairement une semaine plus tard.
En 2011, Esteriore apparaît dans le casting de Das Supertalent. En octobre de la même année, Blick annonce qu'Esteriore a des dettes pour un million de francs suisses.
Au théâtre de Saint-Gall, il incarne "Gary Coleman" dans l'adaptation en allemand d’Avenue Q.

## Carrière
En 2004, Esteriore prend part à la première saison du télécrochet MusicStar sur SF DRS, où il atteint la troisième place. La même année, il représente, soutenu par ses adversaires de MusicStar Sergio Luvualu et Tina Masafret, avec le titre Celebrate la Suisse au Concours Eurovision de la chanson à Istanbul. Pendant le spectacle, le chanteur Piero se cogne accidentellement au visage avec le micro. À la fin des votes, la chanson ne reçoit aucun point des 32 pays votant en demi-finale, finissant 22e et dernier. Cela fait donc de Celebrate la première chanson à n'avoir reçu aucun point dans une demi-finale.
Le premier album d'Esteriore 1 Secondo est troisième du Schweizer Hitparade fin janvier 2005. Mammamia, son premier single, atteint la dixième place du Schweizer Single-Charts.
En 2007, malgré le scandale après qu'il a lancé sa voiture dans l'entrée du groupe de presse Ringier, quelques jours plus tard, l'album Io vivo connaît un succès mitigé. L'album atteint la première semaine la 34e place du hit-parade puis tombe la deuxième semaine au numéro 95. Après trois semaines, il disparaît finalement du top 100.
Esteriore tourne pendant cinq ans avec le chanteur Andreas Gabalier en Allemagne et en Autriche.
Le 8 mai 2016, il sort l'album Zwei2due. Il se compose de deux CD de chansons italiennes et suisses allemandes. Pour la première fois, les chansons italiennes sont aussi publiées dans une version en suisse allemand.

## Source de la traduction
- (de) Cet article est partiellement ou en totalité issu de l’article de Wikipédia en allemand intitulé « Piero Esteriore » (voir la liste des auteurs).